# Welcome to the Machine
«Welcome to the Machine» (с англ. — «Добро пожаловать в Машину») — композиция английской рок-группы Pink Floyd с концептуального альбома Wish You Were Here (1975), написанная Роджером Уотерсом. Представлена на первой стороне LP вторым по счёту треком. В США «Welcome to the Machine» была также выпущена на обратной стороне сингла «Have a Cigar».

## О композиции
Темой песни является чувство разочарования, в том числе, разочарования в музыкальной индустрии, которая представляет собой «машину для делания денег» и не оставляет возможности для настоящего художественного творчества. По словам музыкального критика, «Уотерс чувствовал, что личности, стоящие за компаниями, были не более, чем индустриальными воротилами, которые наживаются на благосостоянии художников без любви или благоговения к самой музыке».
Этой же теме посвящена и следующая композиция «Have a Cigar» на второй стороне альбома. Позже Роджер Уотерс ещё раз вернётся к этой теме в альбоме The Wall (1979).

## Видео
Известный мультипликатор Джеральд Скарф (англ. Gerald Scarfe) создал полнометражное музыкальное видео для этой композиции, которое, вместе с другими анимационными клипами, демонстрировалось на большом круглом экране во время концертного тура 
«In the Flesh» (1977), а также и в последующих концертах Pink Floyd. Это видео начинается с движения странного механизма, по форме напоминающего нечто среднее между броненосцем и трицератопсом.

## Участники записи
- Дэвид Гилмор — 6-ти и 12-ти струнные акустические гитары, двухдорожечный вокал
- Ник Мэйсон — литавры, тарелки
- Роджер Уотерс — бас-гитара, синтезатор
- Ричард Райт — EMS VCS 3, ARP String Ensemble[англ.], минимуг

## Интересные факты
- Мелодия «Welcome to the Machine» звучит в телефильмах «Ошибка Тони Вендиса» (1981), «Воскресенье, половина седьмого» (1988), «Проклятые» (1991) и последней серии 4 сезона «В поле зрения» (2011-2016).